# Pour l'amour de Roseanna
Pour plus de détails, voir Fiche technique et Distribution.
Pour l'amour de Roseanna (Roseanna's Grave) est une comédie dramatique américaine réalisée par Paul Weiland en 1997.

## Synopsis
Marcello est la crème des hommes, et aussi le meilleur des maris pour sa chère Roseanna. Malheureusement, celle-ci vit ses derniers jours, et le brave Marcello doit multiplier les efforts pour exaucer le vœu de sa tendre épouse : reposer au cimetière de Trivento, où il ne reste que 3 concessions, que l'on ne peut réserver...

## Fiche technique
- Titre français : Pour l'amour de Roseanna
- Titre original : Roseanna's Grave
- Réalisation : Paul Weiland
- Scénario : Saul Turteltaub
- Musique : Trevor Jones
- Photographie : Henry Braham
- Producteur : Martin Walsh
- Compagnie : Spelling Films
- Distribution : Fine Line Features (USA)
PolyGram Filmed Entertainment (UK)
- Durée : 98 minutes
- Pays de production:  États-Unis,  Italie
- Sortie : 18 juin 1997
- Sortie en France :8 octobre 1997
- Languie : Anglais

## Distribution
- Jean Reno : Marcello
- Mercedes Ruehl : Roseanna
- Polly Walker : Cecilia
- Mark Frankel: Antonio
- Trevor Peacock : Fredo Iaccoponi
- Fay Ripley : Francesca
- Alfredo Varelli : Propriétaire de la boutique de chaussures
- Mario Donatone : Vieux garde